# يونيون سبرينغز
يونيون سبرينغز (بالإنجليزية: Union Springs)‏ هي مدينة أمريكية تقع في ولاية ألاباما.تبلغ مساحة هذه المدينة 17.8 (كم²)،ويبلغ عدد سكانها 3670 نسمة حسب إحصاء سنة 2010 م.تشير الإحصاءات بأن الكثافة السكانية في هذه المدينة تقدر بـ(206.2) نسمة/كم2.

## التركيبة السكانية
حدّد مكتب تعداد الولايات المتحدة بيانات التركيبة السكانية ليونيون سبرينغز في تعداد الولايات المتحدة. في ما يلي، التركيبة السكانية حسب تعدادي 2000 و2010.

### تعداد عام 2000
بلغ عدد سكان يونيون سبرينغز 3,670 نسمة بحسب تعداد عام 2000، وبلغ عدد الأسر 1,393 أسرة وعدد العائلات 909 عائلة مقيمة في المدينة. في حين سجلت الكثافة السكانية 211.8 نسمة لكل كيلومتر مربع (548.6/ميل2). وبلغ عدد الوحدات السكنية 1,617 وحدة بمتوسط كثافة قدره 93.3 لكل كيلومتر مربع (241.6/ميل2).
وتوزع التركيب العرقي للمدينة بنسبة 22.81% من البيض و74.41% من الأمريكيين الأفارقة و0.33% من الأمريكيين الأصليين و0.49% من الأمريكيين ذوي الأصول الآسيوية و0.03% من سكان جزر المحيط الهادئ و0.90% من الأعراق الأخرى و1.04% من عرقين مختلطين أو أكثر و6.84% من الهسبانيون أو اللاتينيون من أي عرق.
بلغ عدد الأسر 1,393 أسرة كانت نسبة 39.9% منها لديها أطفال تحت سن الثامنة عشر تعيش معهم، وبلغت نسبة الأزواج القاطنين مع بعضهم البعض 27.5% من أصل المجموع الكلي للأسر، ونسبة 32.7% من الأسر كان لديها معيلات من الإناث دون وجود شريك، بينما كانت نسبة 5% من الأسر لديها معيلون من الذكور دون وجود شريكة وكانت نسبة 34.7% من غير العائلات. تألفت نسبة 31.2% من أصل جميع الأسر من عدة أفراد يعيشون في نفس المنزل ونسبة 14.1% كانت تتألف من شخص يعيش بمفرده يبلغ من العمر 65 عاماً أو أكثر. وبلغ متوسط حجم الأسرة المعيشية 2.55، أما متوسط حجم العائلات فبلغ 3.15.
بلغ العمر الوسطي للسكان 31.1 عاماً. وكانت نسبة 30.4% من القاطنين تحت سن الثامنة عشر، وكانت نسبة 10.2% بين الثامنة عشر والرابعة والعشرين عاماً، ونسبة 23.5% كانت واقعةً في الفئة العمرية ما بين الخامسة والعشرين والرابعة والأربعين عاماً، ونسبة 18.6% كانت ما بين الخامسة والأربعين والرابعة والستين، ونسبة 14.2% كانت ضمن فئة الخامسة والستين عاماً فما فوق. يوجد لكل 100 أنثى 82.8 ذكر، ويوجد لكل 100 أنثى في الثامنة عشر من عمرها فما فوق 76.0 ذكر.
بلغ متوسط دخل الأسرة في المدينة 18,520 دولارًا، أما متوسط دخل العائلة فبلغ 20,645 دولارًا. وكان متوسط دخل الذكور 17,059 دولارًا مقابل 15,966 دولارًا للإناث. وسجل دخل الفرد الخاص بالمدينة 9,666 دولارًا. وكانت نسبة 38.7% من العائلات ونسبة 40.1% من السكان تحت خط الفقر، وكان من هؤلاء نسبة 55.8% تحت سن الثامنة عشر ونسبة 18.8% في الخامسة والستين من العمر وما فوق.

## معرض صور

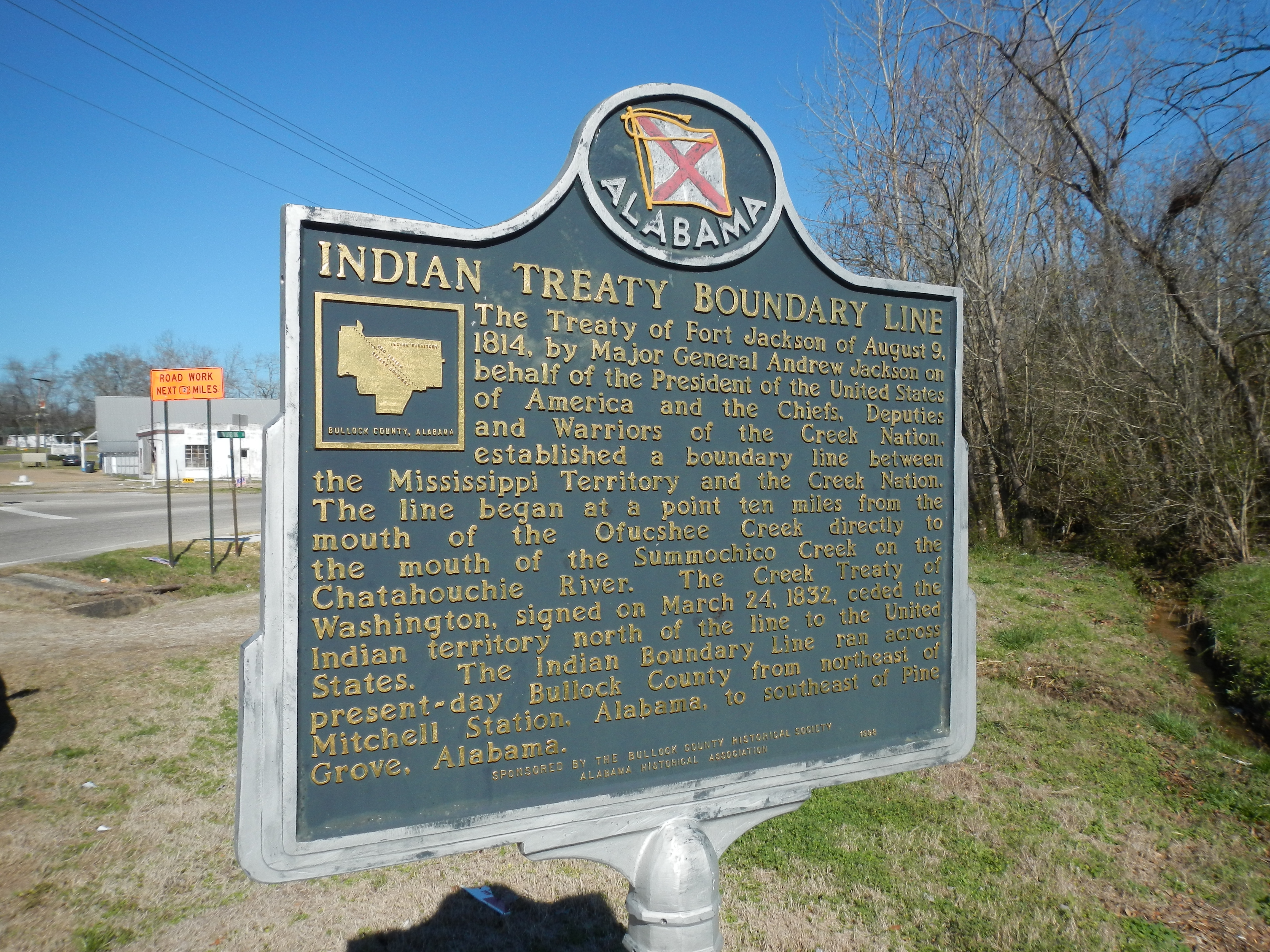
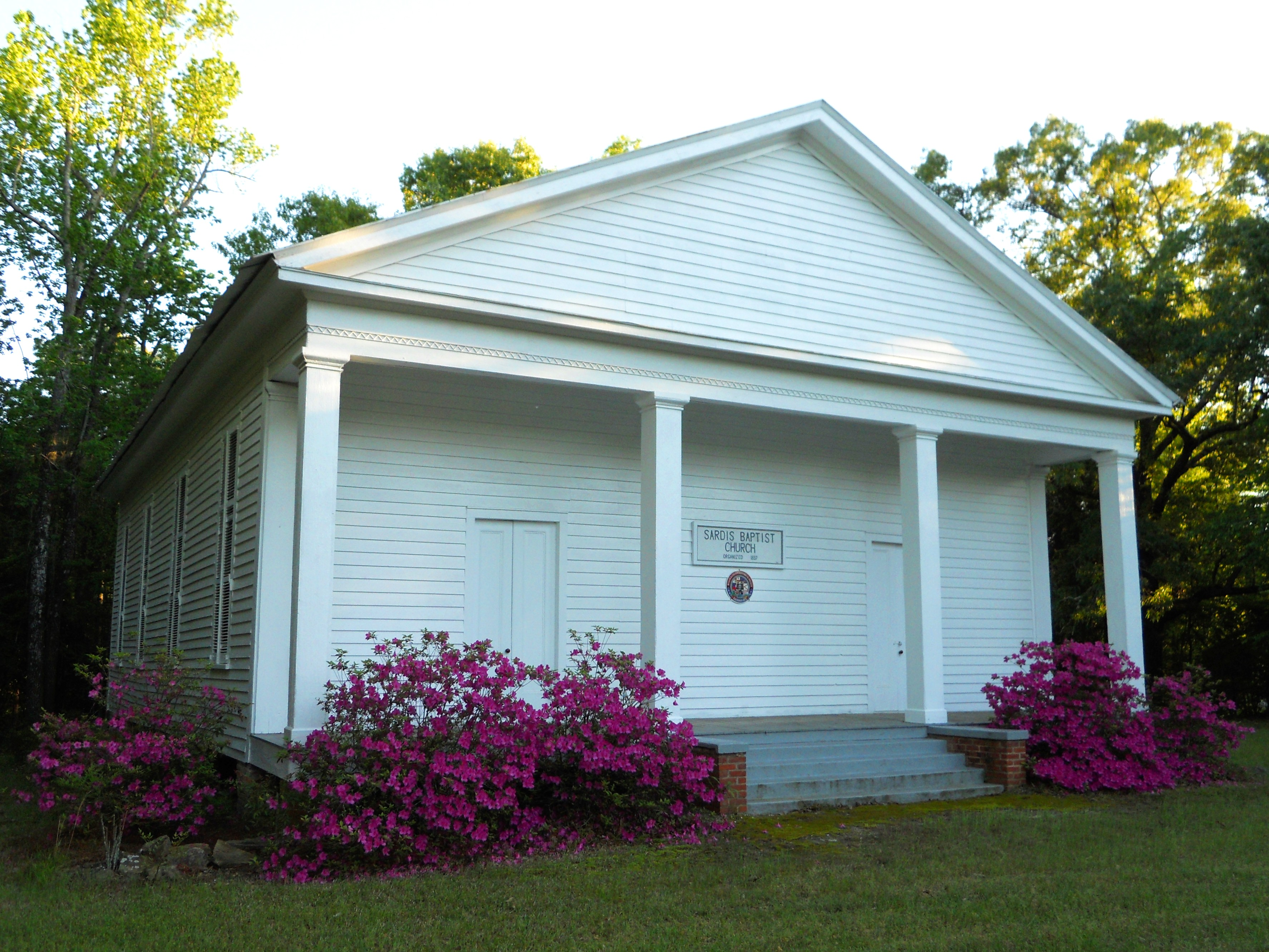
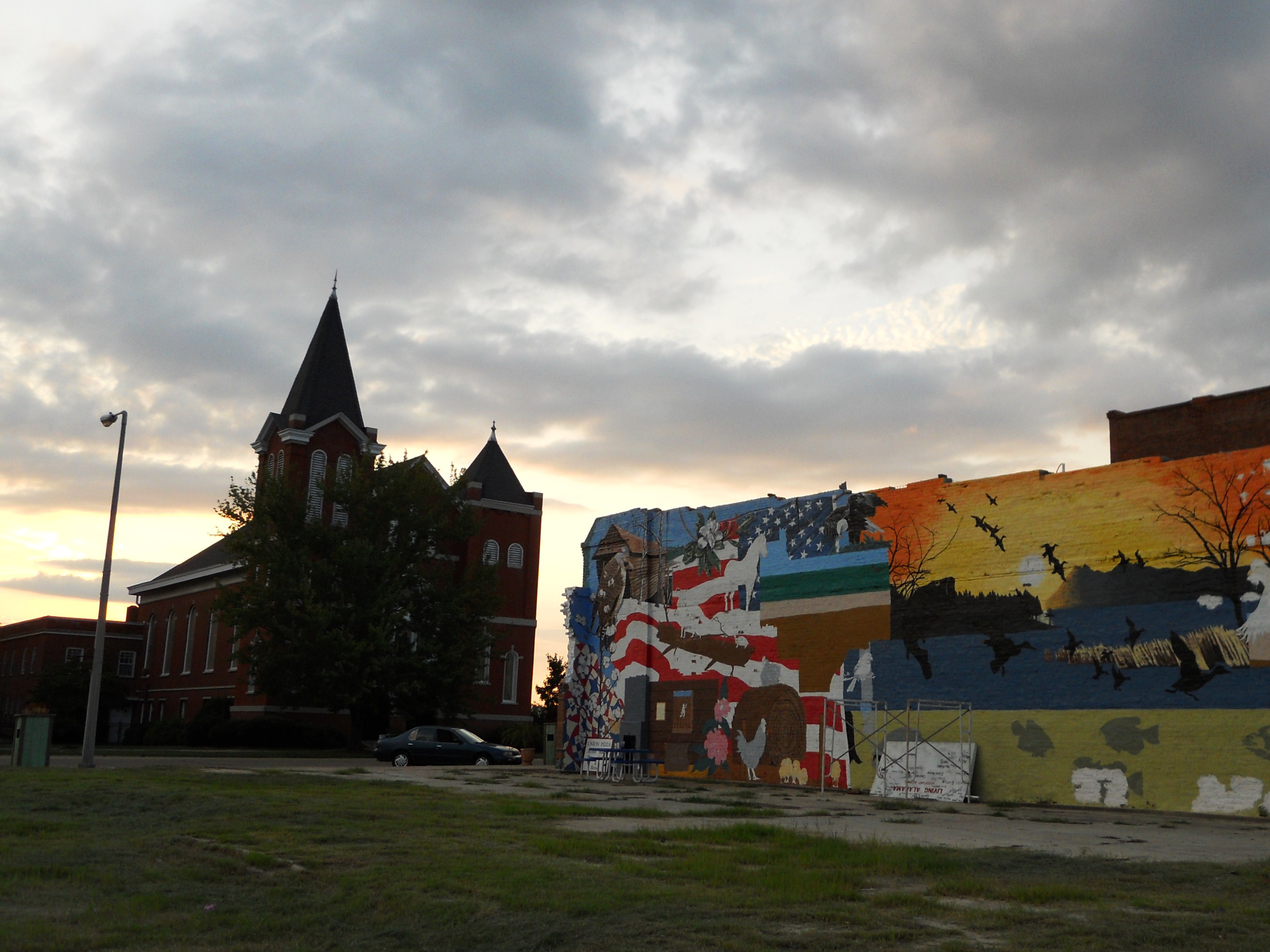
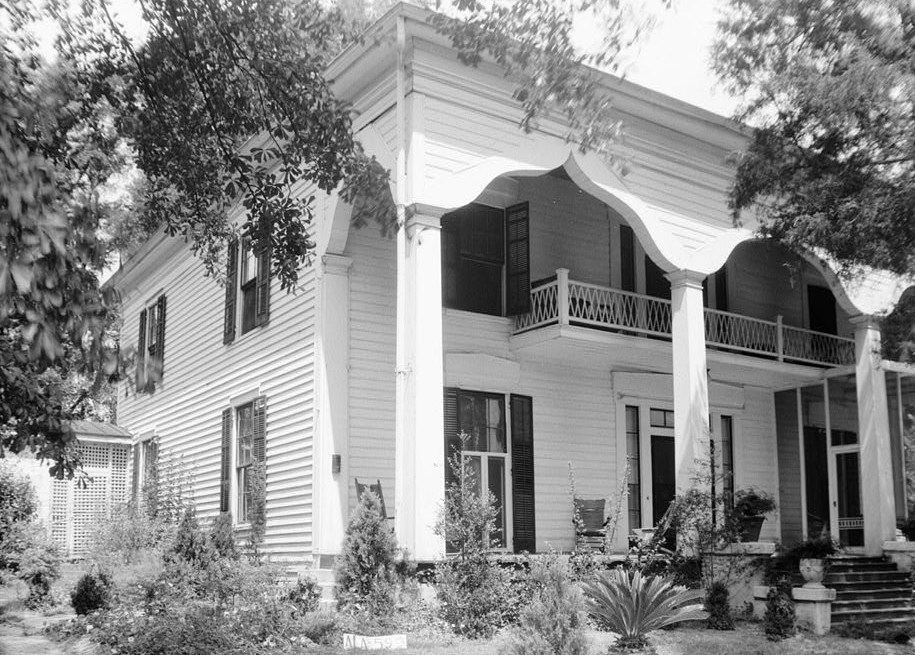

### تعداد عام 2010
بلغ عدد سكان يونيون سبرينغز 3,980 نسمة بحسب تعداد عام 2010، وبلغ عدد الأسر 1,461 أسرة وعدد العائلات 915 عائلة مقيمة في المدينة. في حين سجلت الكثافة السكانية 229.7 نسمة لكل كيلومتر مربع (594.9/ميل2). وبلغ عدد الوحدات السكنية 1,664 وحدة بمتوسط كثافة قدره 96 لكل كيلومتر مربع (248.6/ميل2).
وتوزع التركيب العرقي للمدينة بنسبة 12.91% من البيض و71.83% من الأمريكيين الأفارقة و0.15% من الأمريكيين الأصليين و0.43% من الأمريكيين ذوي الأصول الآسيوية و1.08% من سكان جزر المحيط الهادئ و12.76% من الأعراق الأخرى و0.83% من عرقين مختلطين أو أكثر و16.98% من الهسبانيون أو اللاتينيون من أي عرق.
بلغ عدد الأسر 1,461 أسرة كانت نسبة 39.6% منها لديها أطفال تحت سن الثامنة عشر تعيش معهم، وبلغت نسبة الأزواج القاطنين مع بعضهم البعض 24.4% من أصل المجموع الكلي للأسر، ونسبة 32.5% من الأسر كان لديها معيلات من الإناث دون وجود شريك، بينما كانت نسبة 5.7% من الأسر لديها معيلون من الذكور دون وجود شريكة وكانت نسبة 37.4% من غير العائلات. تألفت نسبة 33.1% من أصل جميع الأسر من عدة أفراد يعيشون في نفس المنزل ونسبة 12.5% كانت تتألف من شخص يعيش بمفرده يبلغ من العمر 65 عاماً أو أكثر. وبلغ متوسط حجم الأسرة المعيشية 2.59، أما متوسط حجم العائلات فبلغ 3.27.
بلغ العمر الوسطي للسكان 30.5 عاماً. وكانت نسبة 29.5% من القاطنين تحت سن الثامنة عشر، وكانت نسبة 10.5% بين الثامنة عشر والرابعة والعشرين عاماً، ونسبة 23.6% كانت واقعةً في الفئة العمرية ما بين الخامسة والعشرين والرابعة والأربعين عاماً، ونسبة 22.6% كانت ما بين الخامسة والأربعين والرابعة والستين، ونسبة 13.7% كانت ضمن فئة الخامسة والستين عاماً فما فوق. وتوزع التركيب الجنسي للسكان بنسبة 46.2% ذكور و53.8% إناث.

## أعلام
- سيل هاريس
- جون هنريك كلارك
- ثوم إس. راينر